# Nationalisme périphérique
Un nationalisme périphérique est un nationalisme « qui surgit dans un État-nation avec lequel il est en conflit en tentant de construire un espace social de minorité et par suite […] établir une dichotomie Nous-Eux ». Le nationalisme périphérique est appelé ainsi parce qu’il s’oppose au nationalisme « central », celui qui est produit et défend l’État-nation établi.
Le nationalisme périphérique se rencontre dans des territoires culturellement ou linguistiquement distincts - et souvent avec un degré différent de développement socio-économique - qui résistent à l'incorporation dans un État expansionniste ou à l'assimilation dans une identité nationale construite par l'État. Les théories actuelles du nationalisme périphérique expliquent que l'émergence du nationalisme périphérique se produit dans des régions ethniquement différentes avec un développement économique plus avancé par rapport au reste de l'État. C'est le cas du Pays basque ou de la Catalogne en Espagne,  et du Xinjiang en Chine. Néanmoins, le nationalisme périphérique peut également émerger dans des régions de moindre développement économique, comme ce fut le cas dans la région guerrière du Rif ou en Kabylie en Algérie, de l'Irlande ou de l'Écosse. Le nationalisme périphérique peut également émerger dans l'opposition à l'État qui, en quête de légitimité, impose un sentiment nationaliste combattu par les nationalismes périphériques défendant leur «nation culturelle».[réf. nécessaire]

## Articles connextes
- Nationalité historique (contexte espagnol)\
- Souverainisme